# NGC 2859
NGC 2859 este o galaxie lenticulară situată în constelația Leul Mic. A fost descoperită în 28 martie 1786 de către William Herschel. Se află la o distanță de 27 de megaparseci de Pământ.